# Hyposoter croccatus
Hyposoter croccatus là một loài tò vò trong họ Ichneumonidae.